# Ashtar
Ashtar este numele unei pretinse ființe extraterestre, despre care s-a afirmat că a intrat primul în legătură cu contactatul George Van Tassel la 18 iulie 1952.

## Van Tassel
Deși metoda pretinsă de comunicare semăna cu ceea ce este denumit în mod obișnuit ca "channeling", Van Tassel a pretins că a stabilit o nouă formă de comunicare telepatică cu inteligențe extraterestre, folosind o metodă care a inclus atât abilitățile naturale, umane și de utilizare a unei forme avansate de tehnologie extraterestră. Această presupusă formă nouă de comunicare era diferită de cea "religioasă" non-tehnologică abordată anterior. Van Tassel a susținut că metoda utilizată de el nu era o activitate "paranormală" sau "metafizică", ci mai degrabă un exemplu de aplicare a științei extraterestre avansate și că oricine ar putea-o folosi dacă ar avea instruirea corespunzătoare.
Cu reședința lângă stânca Giant Rock din deșertul din California de Sud, într-o comunitate orientată pe domeniul OZN și fondată în 1947, primele mesaje ale lui Van Tassel despre care a afirmat că le-a primit de la Ashtar au fost prezentate publicului la un eveniment anual numit Giant Rock Spacecraft Convention pe care el însuși l-a organizat. Primele pretinse mesajele ale lui Van Tassel de la Ashtar conțineau de obicei materiale apocaliptice, care se axau pe problemele legate de dezvoltarea în curând a testelor privind bomba cu hidrogen. Van Tassel, de asemenea, a susținut că Ashtar a furnizat mesajele specifice pentru a avertiza Guvernul federal al SUA cu privire la efectele potențial negative ale viitoarelor teste ale bombei cu hidrogen.